# Владимирское наместничество
Владимирское наместничество — административно-территориальная единица Российской империи, существовавшая в 1778—1796 годах. Центр — город Владимир.
В 1770-е годы под руководством императрицы Екатерины II проводилась реформа местного самоуправления. Особая комиссия, в состав которой входили такие видные деятели екатерининской эпохи, как Яков Ефимович Сиверс, Александр Алексеевич Вяземский, Петр Васильевич Завадовский и другие, разработала акт, получивший название «Учреждения для управления губерний Всероссийской Империи». 28 глав этого документа были утверждены 7 ноября 1775 году, а последние три — в 1780 году. Согласно «Учреждению» каждую из столичных губерний возглавлял генерал-губернатор. Две или три провинциальные губернии объединялись в наместничество.
В 1778 году Р. И. Воронцов получил Именной указ о составлении Владимирского наместничества из 14 уездов: Александровский, Владимирский, Вязниковский, Гороховецкий, Киржачский, Ковровский, Меленковский, Муромский, Переславский, Покровский, Судогодский, Суздальский, Шуйский и Юрьев-Польский.

Всемилостивейше повелеваем нашему Генералу и Володимерскому Генерал-губернатору Графу Воронцову, по изданным от нас седьмой день Ноября прошлого 1775 года учреждениям для управления Губернии Империи Нашей, исполнить в Декабре месяце настоящего года равномерно и в Володимерской губернии, составя сие Наместничество из 14 уездов, а именно: Володимерского, Суздальского, Переславль Залесского, Юрьев польского, Шуйского, Муромского, Гороховского, Маленковского, Киржачского, Покровского, Судогскаго, Ковровского, Вязниковского, и Александровского. Вследствие чего, переименовать городами: село Маленки, ведомства коллегии Экономии село Киржач и Селиванову гору под одним первым именем, Покров, Судогду и Ковров, Государственную слободу Вязники, и ведомства Дворцовой Конюшенной Канцелярии и Коллегии Экономии Александровскую Слободу, назвав онную Александров; назначение же границ сего Наместничества с прикосновенными предоставляем на соглашение Генерал-Губернаторов и правящих эту должность, о котором, так как и о числе душ, сколько от куда приписано, или к другим отчислено будет, имеют они донести Нашему Сенату.— 14787. Сентябрь 1. Именной, данный Сенату.
Полное собрание Законов Российской Империи. Том ХХ
Получив Сенатский Указ, генерал-губернатор выезжал в губернский город, куда к назначенному сроку собирались все дворяне данной губернии. В публичном собрании зачитывалось «Учреждение для управления губерний». Это ознакомление с новым Законом продолжалось несколько дней. Для участия в выборах дворянских предводителей, судей, заседателей, исправников и других должностных лиц, составлялись списки дворян, которые проверялись самим наместником. Для дворян, не проживающих в своих губерниях, помещались объявления в газетах обеих столиц. Приезжавшие к назначенному сроку дворяне направлялись с поздравлениями к наместнику. Затем служилась литургия.

Его сиятельство господин генерал-аншеф Действительный камергер и кавалер, генерал-губернатор Володимирского наместничества, граф Роман Ларионович Воронцов в прошедшем Декабре месяце, произвел, с помощею Божиею, надлежащим порядком, открытие сей новой губернии. Оное начато 19-го Декабря и продолжалось по 29 число. Во все дни сего знаменитого происшествия генерал-губернатор оказывал неусыпные свои попечения, при разных распоряжениях наместничества и действием и словом давал наипаче возчувствовать собравшимся дворянам неоцененные Ея императорского Величества на них и потомков их излиянные. При этом степенство во время пребывания дворян в сем городе угощал их обеденными столами, в окончательные же дни так как и при начале Сейма, в доме его были для всего дворянства балы, иллуминации и напоследок маскарад. А кто в какое звание выбран здесь прилагается именной список. В губернские предводители — гвардии капитан граф Федор Алексеевич Апраксин. В уездные от Владимирского дворянства — полковник Александр Николаевич Зубов.— Санкт-Петербургские ведомости, №22 марта 15 дня 1779 г
Выбранные представители Владимирского наместничества были представлены Императрице.
Известно, что не все дворяне поддерживали Учреждение наместничеств и перемены в губернском управлении. Среди таких был известный историк, сенатор князь М. М. Щербатов, который в своем труде «О повреждении нравов в России» с негодованием писал о «наделанных» наместничествах и о «испеченных» правах дворянских и городовых. Это осуждение исходило не только от Щербатова, но и от тех, кто не разделял взгляды Екатерины II на реформы.
В 1796 году наместничество было преобразовано во Владимирскую губернию. При этом были упразднены Александровский, Киржачский, Ковровский и Судогодский уезды.

## Руководители наместничества
Генерал-губернаторы:

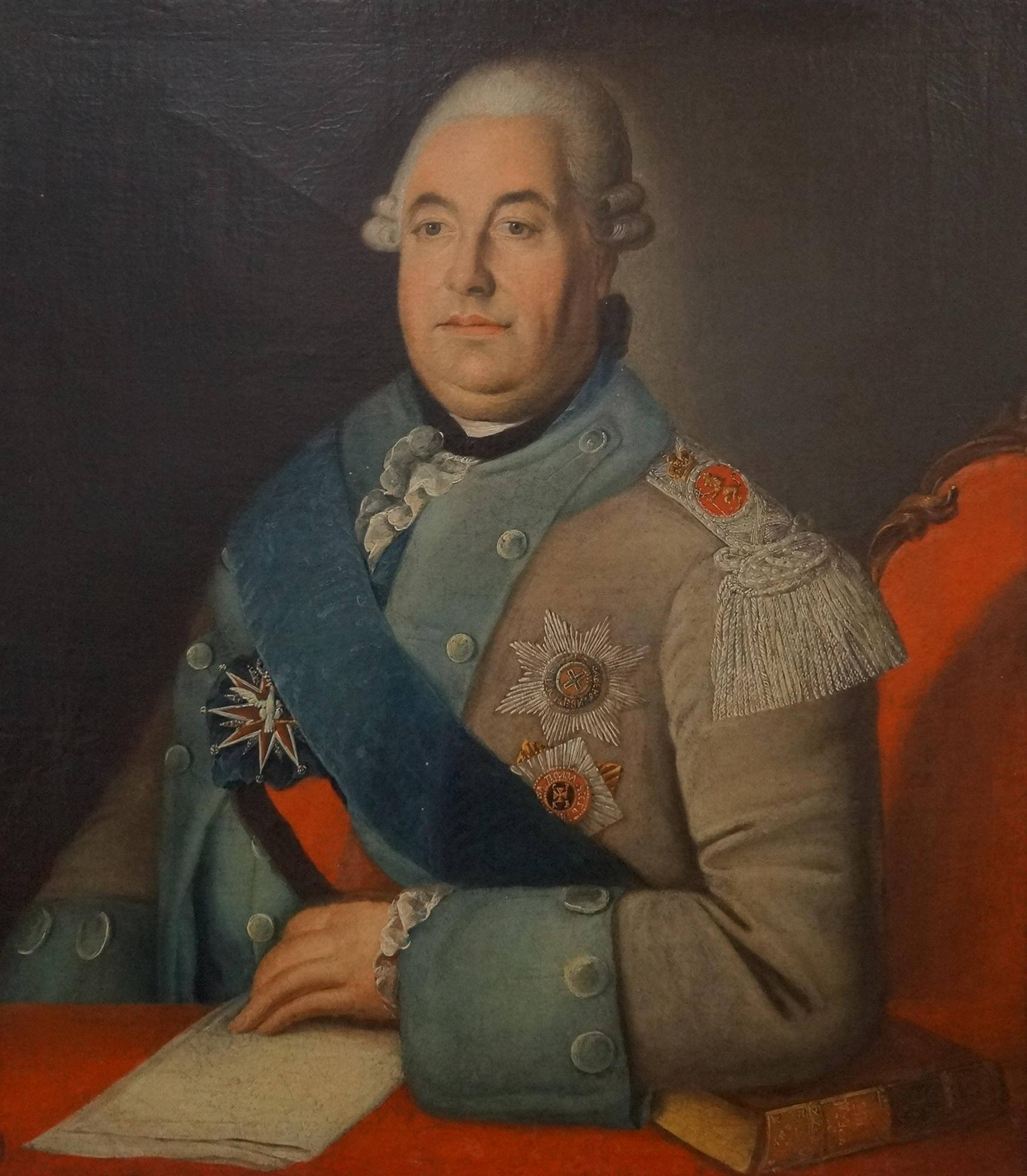
Портрет Р. И. Воронцова в форме Владимирского наместничества работы неизвестного художника, 18 в.

- 1778—1782 — Воронцов, Роман Илларионович
- 1782—1783 — Ступишин, Алексей Алексеевич
- 1784—1786 — Салтыков, Иван Петрович
- 1786—1796 — Заборовский, Иван Александрович

Правители наместничества:
- 1778—1787 — Самойлов, Александр Борисович
- 30.07.1787—19.12.1796 — Лазарев, Пётр Гаврилович